# Хокей із шайбою на зимових Азійських іграх 1986
Змагання з хокею із шайбою на зимових Азійських іграх 1986, що проходили в Саппоро (Японія) з 1 по 8 березня. Загалом було розіграно 3 медалі.

## Таблиця медалей
| Місце                      | Країна         | Золото | Срібло | Бронза | Загалом |
| -------------------------- | -------------- | ------ | ------ | ------ | ------- |
| 1                          | Китай          | 1      | 0      | 0      | 1       |
| 2                          | Японія         | 0      | 1      | 0      | 1       |
| 3                          | Південна Корея | 0      | 0      | 1      | 1       |
| Разом                      | Разом          | 1      | 1      | 1      | 3       |
| Примітка: приймаюча країна |                |        |        |        |         |

## Підсумкова таблиця та результати
| Місце | Команда        | КНР      | Японія     | Південна Корея | Північна Корея | В | Н | П | ШЗ | ШП | О  |
| ----- | -------------- | -------- | ---------- | -------------- | -------------- | - | - | - | -- | -- | -- |
| 1     | Китай          |          | 4:1, 4:4   | 6:0, 9:2       | 7:1, 8:1       | 5 | 1 | 0 | 38 | 9  | 11 |
| 2     | Японія         | 1:4, 4:4 |            | 20:1, 10:2     | 10:1, 10:2     | 4 | 1 | 1 | 56 | 13 | 9  |
| 3     | Південна Корея | 0:6, 2:9 | 1:20, 2:10 |                | 2:1, 4:3       | 2 | 0 | 4 | 11 | 49 | 4  |
| 4     | Північна Корея | 1:7, 1:8 | 1:10, 2:10 | 1:2, 3:4       |                | 0 | 0 | 6 | 8  | 42 | 0  |

### Бомбардири
| Гравець      | Команда | ШЗ | ГП | О  |
| ------------ | ------- | -- | -- | -- |
| Тянь Юйцзє   | Китай   | 9  | 5  | 14 |
| Вей Ліньюань | Китай   | 5  | 8  | 13 |
| Ван Фупін    | Китай   | 9  | 3  | 12 |

### Нагороди
| Нагорода          | Гравець      | Команда |
| ----------------- | ------------ | ------- |
| Найкращий воротар | Ван Йонцзюнь | Китай   |